# The Invisible Man (televisieserie uit 2000)
The Invisible Man is een Amerikaanse sciencefiction/comedyserie uit 2000. De serie liep twee seizoenen met een totaal van 45 afleveringen.
De serie combineert elementen van een comedy met die van een actieserie.

## Plot
De serie draait om Darien Fawkes, een veelpleger die bij aanvang van de serie een levenslange gevangenisstraf uitzit. Hij wordt door zijn broer Kevin uit de gevangenis gehaald, op voorwaarde dat hij mee zal werken aan een geheim project waar Kevin al jaren mee bezig is. Darien krijgt een speciale klier in zijn lichaam geplaatst welke kwikzilver produceert. Dit kwikzilver kan zijn hele lichaam bedekken en het licht dat op hem valt afbuigen, waardoor hij voor het blote oog onzichtbaar wordt. Darien kan dit proces vrijwillig activeren en weer deactiveren.
Kevin heeft echter nog geen manier om de klier weer te verwijderen. Vervolgens wordt het lab aangevallen door een groep terroristen. Kevin en de meeste andere wetenschappers die aan het project werkten, komen om. De terroristen onthullen aan Darien dat ze met de klier hebben geknoeid, waardoor deze een neurotoxine begint af te scheiden die bij Darien intense pijn en uiteindelijk waanzin veroorzaakt. De enige remedie is het regelmatig innemen van een tegengif genaamd "counteragent". Darien raakt ongewild betrokken bij een spionageorganisatie genaamd “The Agency”. Zij hadden het project gefinancierd en kunnen Darien als enige voorzien van counteragent.
In de rest van de serie voert Darien opdrachten uit voor The Agency. Vanaf het tweede seizoen krijgt hij te maken met een vijandige organisatie genaamd Chrysalis. Ondertussen probeert Darien een manier te vinden om de klier te verwijderen, of anders zijn afhankelijkheid van counteragent te verminderen.

## Personages

### Hoofdpersonages
Darien Fawkes (Vincent Ventresca)een voormalige inbreker en beroepscrimineel. Voor een crimineel heeft hij verbazingwekkend hoge morele waarden. Zo werd hij gearresteerd omdat hij bij zijn laatste inbraak expres in het huis bleef om de oudere eigenaar, die een hartaanval kreeg, te helpen. Zijn vaardigheden komen hem bij zijn beroep als spion goed van pas.
Robert Hobbes (Paul Ben-Victor)een van de agenten van the Agency. Hij is de meest ervaren agent van de organisatie, en daarom geregeld Dariens partner. Hobbes voelt zich vaak ondergewaardeerd bij The Agency, maar het werk daar is zijn laatste kans daar hij al uit elke andere overheidsinstelling is gezet. Hij heeft last van paranoia.
Charles Borden alias The Official (Eddie Jones)het hoofd van The Agency. Zijn achtergrond is grotendeels onbekend, vooral daar hij zelf niets los laat over zijn verleden. Hij verwacht dat zijn bevelen worden opgevolgd zonder vragen te stellen.
Albert Eberts (Michael McCafferty)de assistant van Charles en de boekhouder van The Agency.
Claire alias the Keeper (Shannon Kenny)de medische arts van het team, en een onderzoeker. Ze was deels betrokken bij de ontwikkeling van Darien’s kwikzilverklier.
Alex Monroe (Brandy Ledford)een federale agent die in het tweede seizoen opduikt. Ze heeft een persoonlijke vete tegen de "Chrysalis"-organisatie, daar deze haar zoon heeft ontvoerd.

### Bijpersonages
Arnaud DeFehrn (Joel Bissonnette)een terrorist die verantwoordelijk was voor de aanval op het lab waar Darien zijn klier kreeg. Door zijn toedoen is de klier voorzien van de neurotoxine. Arnaud maakt voor zichzelf uiteindelijk ook een klier die niet deze negatieve bijwerking heeft, maar kan wanneer hij hem gebruikt niet meer zichtbaar worden. Hij deed in 9 afleveringen mee.
Jarod Stark (Spencer Garrett)de charismatische leider van de Crysalis-organisatie.
Allianora (Idalis DeLeón)een agent van Cyrsalis. Ze heeft bio-modificatie ondergaan zodat ze haar longen kan vullen met water, en zo mensen kan verdrinken middels een kus. Ze wordt gedood door Stark aan het eind van seizoen 1.
Kevin Fawkes (David Burke)Dariens broer en de ontwikkelaar van de kwikzilverklier. Hij werd reeds in de eerste aflevering vermoord, maar later in de serie wordt zijn geheugen-RNA ingebracht bij de klier zodat hij min of meer herboren wordt in Darien.
Thomas Walker (Armin Shimerman)Een proefpersoon uit een eerder experiment van The Agency. Door dit experiment heeft hij geen zintuigen meer, behalve gevoel. Dankzij een speciaal apparaat kan hij nog wel beperkt zien en horen.